# Tornado (1866)
 (août 2020).
Le contenu est difficilement compréhensible vu les erreurs de traduction, qui sont peut-être dues à l'utilisation d'un logiciel de traduction automatique.
Pour les articles homonymes, voir Tornado.
La corvette Tornado est un navire de l'Armada espagnole construit en Écosse en 1865 en tant que CSS Texas pour les États confédérés d'Amérique, et rachetée en 1866 par la marine chilienne et baptisé Pampero. Capturée par les espagnols, elle a participé à la guerre des Dix Ans.
Elle est surtout connue pour avoir capturé le navire flibustier nord-américain Virginius, qui a conduit à l'affaire Virginius, qui a ensuite conduit à la crise hispano-américaine de 1873.

## Historique

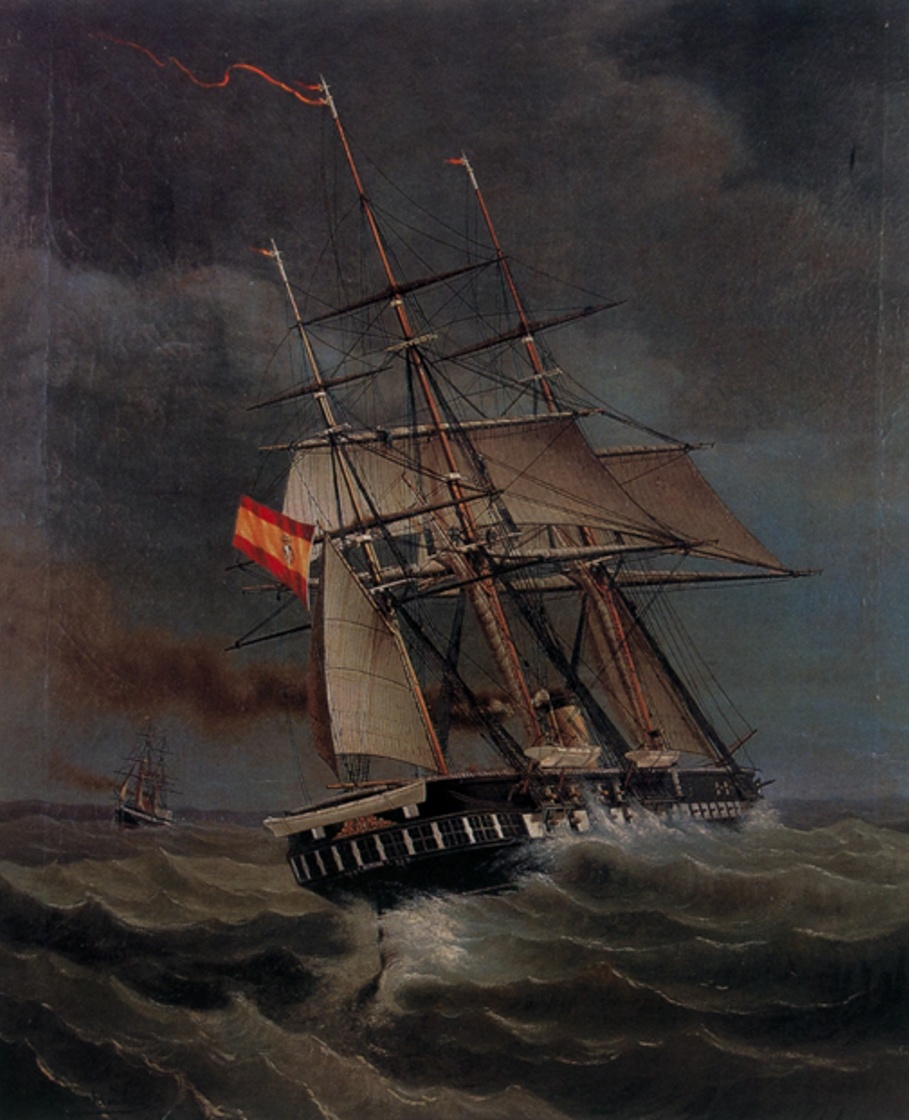
La corvette Tornado par le peintre Ángel Cortellini Sánchez.

Elle a été construite sur les chantiers navals Denny Brothers, comme corvette CSS Texas par les États confédérés d'Amérique pour la guerre civile américaine .
Les deux navires ont été saisis par le gouvernement britannique et sont restés à l'embouchure de la rivière Clyde, dans les ports de Glasgow et de Greenock, en Écosse, jusqu'à leur vente au Chili en 1866.
La corvette chilienne Pampero a été capturée le 22 août 1866 par la frégate espagnole Gérona sur l'île de Madère quand elle a été capturée, sous le commandement de l'officier mécanicien de première classe John MacPherson, anglais au service de la Marine chilienne. C'était le chef de l'expédition qui devait transférer les deux navires acquis au Royaume-Uni, alors qu'il était à bord du Tornado sous une fausse identité.
La corvette chilienne était arrivée à Madère le 21 août pour s'approvisionner en charbon, approvisionner et compléter son équipage, sous le commandement d'Eduardo Collier, un officier de marine britannique à la retraite, devenu son capitaine à Édimbourg. Le lendemain, il a découvert Gerona fuyant le port, laissant une partie de ses approvisionnements à terre. La frégate espagnole a commencé sa poursuite. Après avoir tiré un coup de feu sans balle et trois autres avec des munitions, la corvette chilienne s'est rendue.
Le 31 octobre 1873, elle a arraisonné le paquebot américain Virginius près de Santiago de Cuba, qui  transportait des armes et des munitions pour les rebelles à Cuba.
Elle a été désarmée en 1892 et a été utilisée jusqu'en 1896 comme ponton par l'école des torpilleurs de Ferrol. De 1898 jusqu'à sa destruction par une bombe aérienne pendant la guerre civile espagnole en 1938, elle a fonctionné comme un hospice pour les enfants de marins ou de pêcheurs morts dans des accidents dans le port de Barcelone.

## Galerie

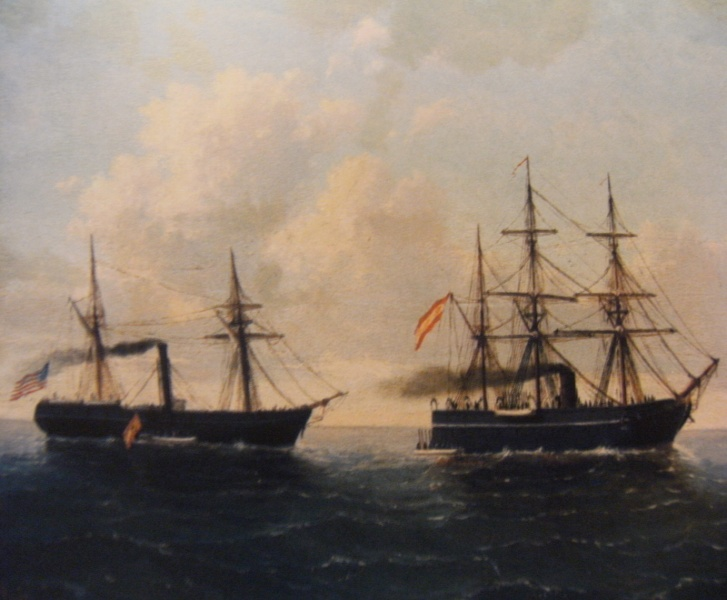
Capture du Virginius par Tornado
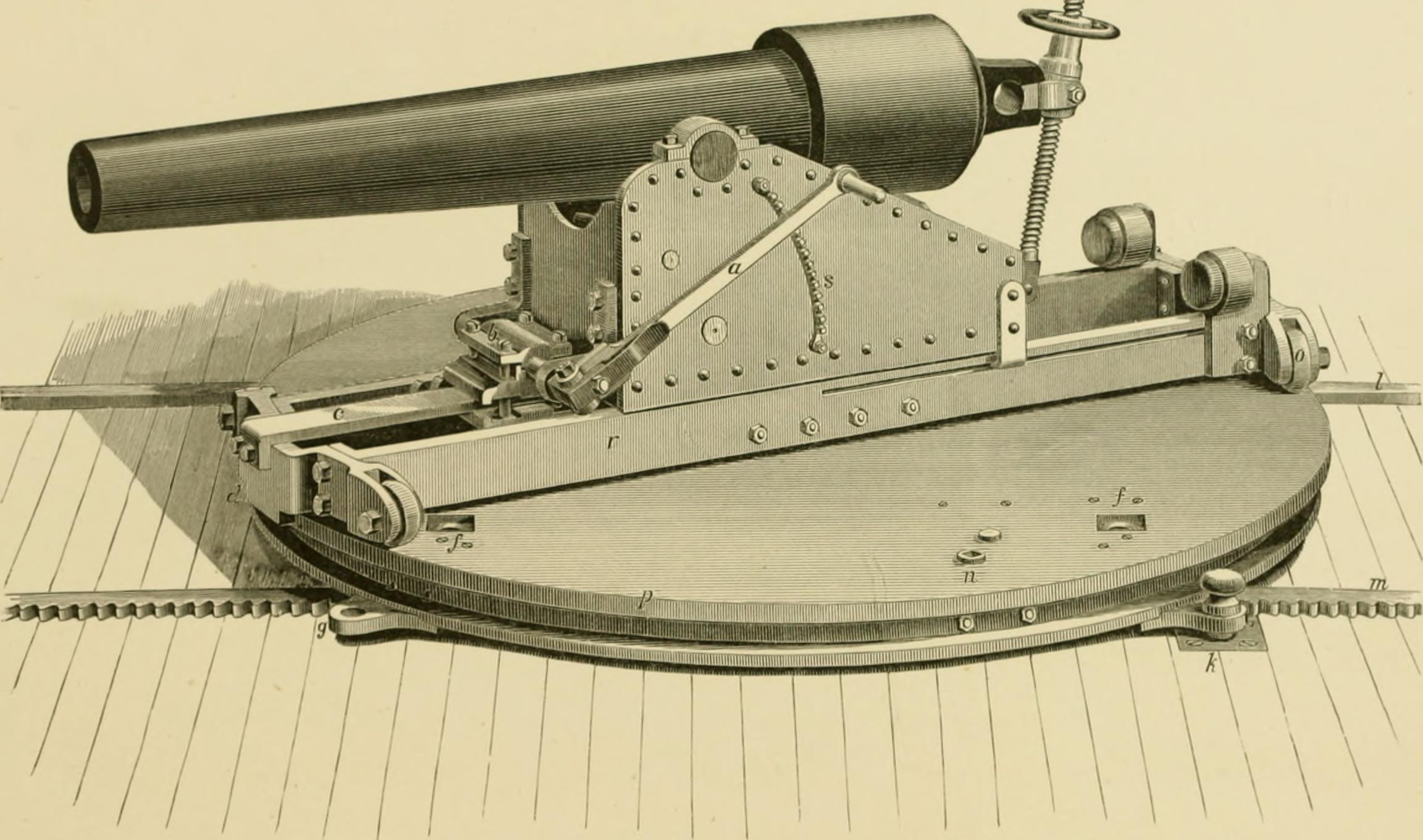
Canon du Tornado